# Francesco Dal Bosco
Francesco Dal Bosco (Trento, 26 agosto 1955 – Trento, 9 gennaio 2019) è stato un regista, sceneggiatore e produttore cinematografico italiano.

## Biografia
Dal 1976 al 1983, in coppia con Fabrizio Varesco, è tra i protagonisti della scena teatrale d'avanguardia italiana, realizzando numerosi spettacoli in teatri e gallerie d'arte in Italia e in Europa (tra gli altri: Beat '72, Galleria Nazionale d’Arte Moderna, Palazzo delle Esposizioni a Roma; Out-Off, Accademia di Brera, Castello Sforzesco a Milano; Institute of Contemporary Art, Londra).
Nel 1982 è tra i fondatori della cooperativa romana Missione Impossibile, che organizza nello stesso anno il festival "Ladri di Cinema". Sempre nel 1982 gira in tre giorni a Bologna il lungometraggio La notte che vola, presentato agli Incontri cinematografici di Salsomaggiore Terme e a Rotterdam. Questo film vince il premio miglior film di ricerca al festival Filmaker di Milano e viene proiettato alla Cinèmathéque francais di Parigi.
Nel 1991 dirige, in coppia con Stefano Consiglio, La camera da letto, un film di tre ore che vede Attilio Bertolucci leggere integralmente il suo poema omonimo davanti alla cinepresa. Il film viene proiettato al Festival di Venezia nel 1992 in quattro serate e viene mandato in onda da Fuori Orario, su RAI3, in una trasmissione non stop che dura una notte intera.
Nel 1993 dirige il video Francis Bacon, trasmesso da RAI1 e pubblicato in VHS da Electa. Nel 1994 è il video 23 songs from the home presentato al Festival di Venezia e all'Istituto di Cultura di Toronto (Canada) nello stesso anno. 
Pubblica con Daniele Costantini nel 1995, per Pratiche Editrice, il libro- intervista Nuovo Cinema inferno, sul cinema di Dario Argento.
Nel 2001 è ai Festival di Berlino, Edimburgo, Brisbane, Singapore, Manila con il lungometraggio Commesso Viaggiatore, interpretato da Claudio Bigagli e Maddalena Crippa.
Del 2003 è il documentario Jackson song, video ufficiale della mostra di Jackson Pollock al Museo Correr di Venezia dello stesso anno.
Nel 2005 e 2006 filma per il Centro Servizi Culturali S.Chiara di Trento i reading di Lawrence Ferlinghetti e Jack Hirschman. Sempre nel 2006, presenta al Festival di Pesaro il video Niente è vero Tutto è Permesso.
Nel 2008 realizza a Roma il film Apocalisse, presentato al Religion Today Film Festival Trento e al CINESPI di Louvain La Neuve, Belgio.
Nel 2012 firma con Stefano Consiglio il documentario Il Centro, prodotto con la BiBi Film di Roma e RAI3.
Parallelamente realizza nel corso degli anni numerosi video non narrativi, visibili su Internet sulla morte della nonna michelae collabora saltuariamente con la rivista online Nazione Indiana.
Morì il 9 gennaio 2019 all'età di 63 anni. I funerali si tennero l'11 gennaio successivo.

## Filmografia parziale
- La notte che vola - anche produttore (1982)
- Tramonto rosso - anche produttore (1984)
- La camera da letto (1991)
- Francis Bacon (1993)
- 23 Songs from the Home (1994)
- Il coro (1998)
- Commesso viaggiatore - anche sceneggiatore (2001)
- Jackson Song - anche produttore (2003)
- Niente è vero tutto è permesso - anche produttore (2006)
- Apocalisse - anche produttore (2008)
- Il centro - anche produttore (2012)